# Nikolai Sergejewitsch Swijagin

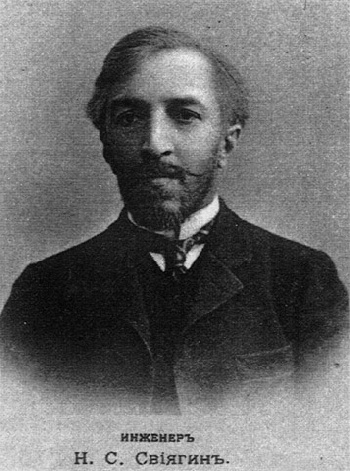
Nikolai Sergejewitsch Swijagin

Nikolai Sergejewitsch Swijagin (russisch Николай Сергеевич Свиягин; * 1856 in St. Petersburg; † 1924 in Harbin) war ein russischer Verkehrsingenieur.

## Leben
Swijagin stammte aus einer adligen Familie und studierte am St. Petersburger Institut für Verkehrsingenieurwesen mit Abschluss 1882.

Die Ostchinesische Eisenbahn

Der Verkehrsingenieur Swijagin wurde Leiter der Mandschurei-Expedition, die für die beabsichtigte Ostchinesische Eisenbahn (KWSchD) den Streckenverlauf bestimmte. Dank der engen Zusammenarbeit mit dem Leiter der Eisenbahn-Abteilung Sergei Witte genehmigte Kaiser Alexander III. 1898 mit Ukas die von Swijagin vorgeschlagene Nordstrecke. Swijagin leitete nun den Bau des 4. Teilstücks der Ussuri-Eisenbahn und den Bau der KWSchD von Nikolskoje bis zur Grenzstation Grodelkowo und weiter nach Mudanjiang, wo er schon  1891 eingetroffen war. Im Januar 1899 wurde der Verkehr bis zur Grenzstation (91 km) eröffnet. 1903 wurde die KWSchD in Betrieb genommen. Verwaltungssitz der Eisenbahn war Harbin, sodass Swijagin zu den Gründern Harbins gehörte.

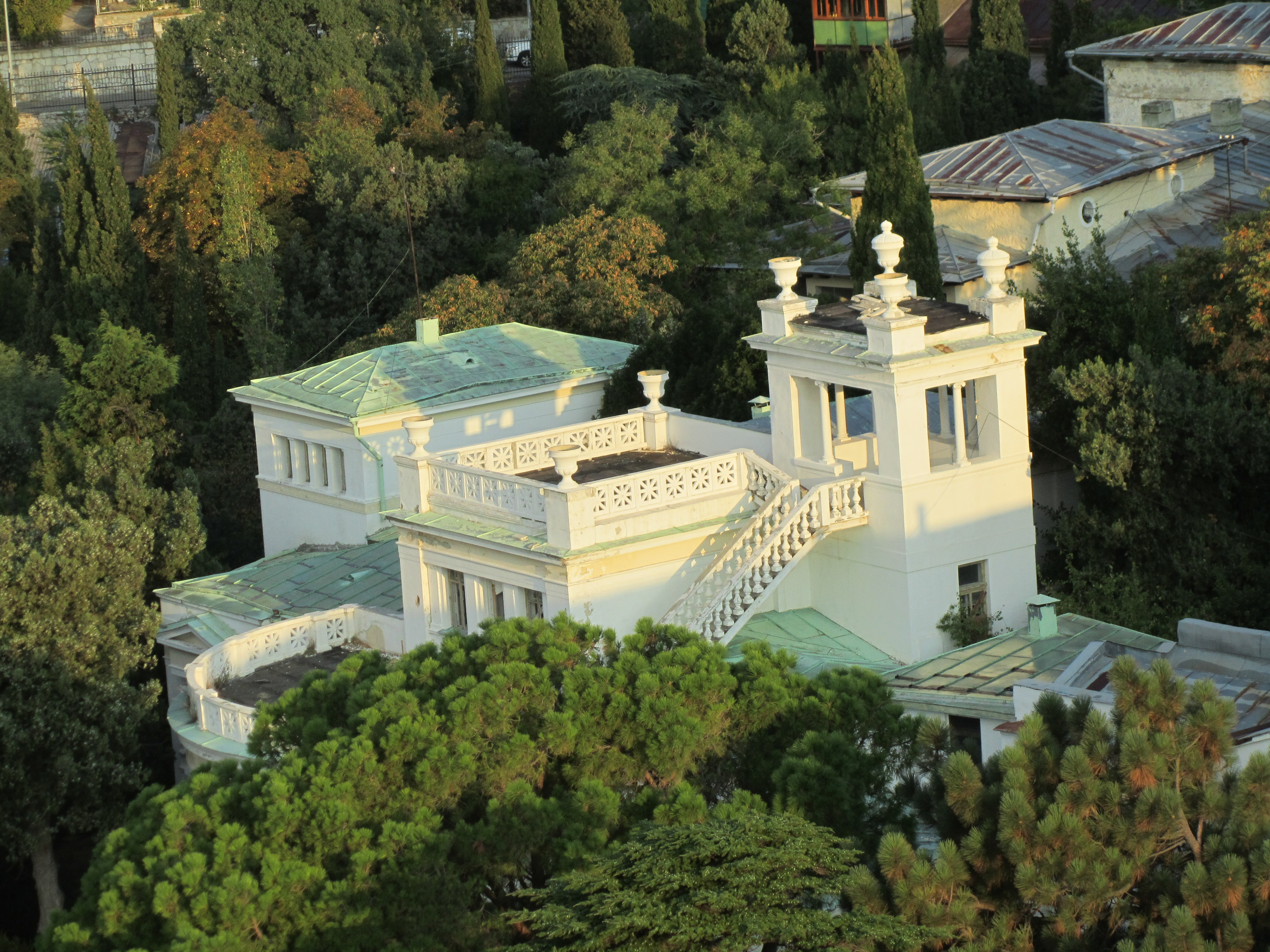
Swijagin-Villa in Simejis auf der Krim

Bis zur Oktoberrevolution 1917 übte Swijagin als Staatsrat (5. Rangklasse) leitende Tätigkeiten in den Eisenbahn-Abteilungen des Finanzministeriums aus. Während des Bürgerkriegs verließ er vermutlich 1920 mit seiner Frau per Schiff die Krim und kam über Italien nach Dubrovnik, wo er Vorsitzender der russischen Gemeinde wurde. 1924 kehrte er auf Einladung in die Mandschurei zurück, um in Harbin zusammen mit Nikolai Gondatti für die KWSchD zu arbeiten. Er starb dort noch im selben Jahr und wurde auf dem Alten Friedhof in Harbin begraben.
Nach Swijagin wurde die Bahnstation Swijagino bei Spassk-Dalni in der Region Primorje benannt. Swijagins Villen in Simejis auf der Krim und in St. Petersburg auf der Kamenny-Insel sind erhalten.